# اوو (کمون)
اوو (به فرانسوی: Auve) یک کمون در فرانسه است که در canton of Givry-en-Argonne واقع شده‌است. اوو ۲۳٫۳ کیلومتر مربع مساحت دارد ۱۶۲ متر بالاتر از سطح دریا واقع شده‌است.